# Окаемів Олександр Олександрович
Окаемів (Окаемов-Туманов) Олександр Олександрович (27 серпня 1890, Бобруйськ — вересень 1970) — старшина Дієвої армії УНР.

## Біографія
Станом на 1 січня 1910 р. — підпоручик лейб-гвардії Санкт-Петербурзького полку (Варшава). Закінчив один курс Військової академії Генерального штабу (1917). У 1917 р. — помічник начальника оперативного відділу штабу 39-го армійського корпусу. Був нагороджений орденом Святого Георгія IV ступеня. Останнє звання у російській армії — підполковник.
У 1918 р. — начальник відділу штабу 4-ї кінної дивізії Армії Української Держави. З 5 січня 1919 р. — начальник штабу 4-ї кінної дивізії Дієвої армії УНР. З березня 1919 р. — командир 2-го запасного кінного полку Дієвої армії УНР та летичівський повітовий військовий комендант. Станом на 26 вересня 1919 р. — старшина для доручень при інспекторі кінноти Дієвої армії УНР.
У жовтні 1919 р. перейшов до Збройних Сил Півдня Росії. У подальшому — білоемігрант. Помер та похований у м. Ніцца (Франція).